# Слова назидания
Слова́ назида́ния Аба́я (каз. Абайдың қара сөздері) — фундаментальное произведение казахского акына и просветителя Абая Кунанбаева, которое состоит из 45 кратких притч и философских трактатов. В этой прозаической поэме поднимаются проблемы национального воспитания и мировоззрения, морали и права, истории казахов.
Абай написал «Слова назидания» на склоне лет, уже познав искушения власти и тяготы земных дел, признание народа и потерю близких. Они распространялись путём их включения в каждую новую рукописную книгу. Некоторые из «Назиданий» были впервые опубликованы уже после смерти акына (1904 год) на страницах журнала «Абай» в 1918 году.
Многие умозаключения и поучительные выводы из книги актуальны и сегодня, они точно описывают старые, невыкорчеванные проблемы народа.

## Переводы
Труд Абая переведён на многие языки мира, среди которых русский, китайский, французский и другие.
Больше всего переводов сделано на русский язык. Ещё в 1945 г. к 100-летию со дня рождения Абая, в издательстве «Художественная литература» вышел сборник избранных переводов его произведений на русский язык, содержавший перевод Виктора Шкловского под названием «Назидания». Позднее этот перевод выходил в свет в 1954 и 1979 гг. Также известны переводы казахского писателя Сатимжана Санбаева под названием «Слова назидания» (1970 год) и писателя Ролана Сейсенбаева, который называется «Книга слов» (1992-1993 гг.).
Кроме того, имеется переложение в стихах на русском языке, выполненное архимандритом Геннадием.
В 1995 году она была переведена на китайский язык и издана в Пекине
На немецкий язык «Слова назидания» были переведены в 2001 году Ларисой Захаровой. Первоначально книга вышла в Казахстане, а в 2010 году её решили опубликовать и в Германии.
В 2010 году книга Абая впервые переведена и издана на таджикском языке под названием «Панднома». Выступая на презентации, переводчик, публицист и абаевед Фатхулло Азизов отметил высокий жизненный статус книги, назвав её школой человечества.
«Слова назидания» также переведены на узбекский, татарский, турецкий, английский, монгольский языки, также французский, латышский, корейский, вьетнамский.